# Milana May
Milana May (Donetsk, Ucrania; 26 de abril de 1989) es una actriz pornográfica y modelo erótica ucraniana.

## Biografía
Nació en la ciudad ucraniana de Donetsk, capital del óblast homónimo, en abril de 1989, cuando todavía existía políticamente la República Socialista Soviética de Ucrania. Estudió cosmetología en la Beauty PRO Academy de Kiev, teniendo como maestra a la maquilladora profesional Taisia Vasileva. Además de dedicarse al maquillado profesional durante un tiempo, May llegó a obtener una maestría en Economía Internacional.
Tras trabajar tres años como maquilladora en Kiev, se trasladó a Los Ángeles, guiada por el consejo de la actriz, también ucraniana, Ayumi Anime, debutando como actriz pornográfica en enero de 2017, con 27 años, siendo su primera escena para el portal web Babes junto a Darcie Dolce. Tras iniciarse como modelo y actriz bajo representación de Motley Models, en 2018 fichó por Society 15, agencia de talentos entonces dirigida por Kendra Lust.
Como actriz, ha trabajado principalmente en películas de temática masturbación o sexo lésbico, en productoras como Girlfriends Films, Cherry Pimps, Elegant Angel, Girlsway, Reality Kings, Twistys, Zero Tolerance, Mofos o Filly Films, entre otras.
Por su actividad en películas de contenido lésbico, llegó a ser nominada en los Premios AVN de 2019 en las categorías de Artista lésbica del año y a la Mejor escena de sexo lésbico en grupo, junto a Kendra Spade y Jade Nile, por My Girlfriend's Girlfriend.
Ha ha rodado más de 120 películas como actriz.

## Premios y nominaciones
| Año  | Ceremonia         | Resultado | Premio                                   | Trabajo                             |
| ---- | ----------------- | --------- | ---------------------------------------- | ----------------------------------- |
| 2019 | Premios AVN       | Nominada  | Artista lésbica del año                  | —                                   |
| 2019 | Premios AVN       | Nominada  | Mejor escena de sexo lésbico en grupo    | My Girlfriend's Girlfriend          |
| 2019 | Spank Bank Awards | Nominada  | Excellence in Muff Maintenance           | —                                   |
| 2019 | Spank Bank Awards | Nominada  | Sensational Scissorist                   | —                                   |
| 2020 | Premios AVN       | Nominada  | Artista lésbica del año                  | —                                   |
| 2020 | Premios AVN       | Nominada  | Mejor escena de sexo lésbico             | Lesbian Performers of the Year 2019 |
| 2020 | Premios AVN       | Nominada  | Premio fan: Actriz pornográfica favorita | —                                   |
| 2020 | Premios XBIZ      | Nominada  | Artista lésbica del año                  | —                                   |
| 2020 | Spank Bank Awards | Nominada  | Queen of Cunnilingus                     | —                                   |
| 2020 | Spank Bank Awards | Nominada  | Sensational Scissorist                   | —                                   |
| 2021 | Premios AVN       | Nominada  | Artista lésbica del año                  | —                                   |
| 2022 | Premios AVN       | Nominada  | Artista lésbica del año                  | —                                   |
| 2022 | Premios AVN       | Nominada  | Mejor escena de sexo lésbico en grupo    | She Seduced Me                      |
| 2023 | Premios AVN       | Nominada  | Artista lésbica del año                  | —                                   |